# 2024 في الرياضات البارالمبية
تسرد هذه المقالة أحداث الرياضات البارالمبية لعام 2024. الحدث الرئيسي لعام 2024 هو الألعاب البارالمبية الصيفية 2024.

## بوتشيا
- تقويم أحداث بوتشيا العالمي هنا.

### الألعاب البارالمبية
- من 29 أغسطس إلى 5 سبتمبر: البوتشيا في الألعاب البارالمبية الصيفية 2024 في  باريس

### بطولة التصفيات البارالمبية
- من 22 إلى 28 مارس: بطولة التصفيات البارالمبية 2024 في  كويمبرا[1]

### كأس بوتشيا العالمي
- من 29 أبريل إلى 5 مايو: كأس بوتشيا العالمي مونتريال 2024 في  مونتريال[2]
- من 1 إلى 7 يونيو: كأس بوتشيا العالمي ساو باولو 2024 في  ساو باولو[3]
- من 10 إلى 15 يوليو: كأس بوتشيا العالمي بوفوا 2024 في  بوفوا دي فارزيم[4]
- من 26 إلى 31 يوليو: كأس بوتشيا العالمي مدينة تايبيه الجديدة 2024 في  تايبيه[5]

### تحدي بوتشيا العالمي
- من 7 إلى 14 أبريل: تحدي بوتشيا العالمي زغرب 2024 في  زغرب[6]
- من 11 إلى 16 مايو: تحدي بوتشيا العالمي بايولاختي 2024 في  لاهتي[7]
- من 24 يونيو إلى 2 يوليو: تحدي بوتشيا العالمي بوزنان 2024 في  بوزنان[8]
- من 16 إلى 22 يوليو: تحدي بوتشيا العالمي القاهرة 2024 في  القاهرة[9]
- من 29 سبتمبر إلى 7 أكتوبر: تحدي بوتشيا العالمي أولبيا 2024 في  أولبيا
- من 4 إلى 15 أكتوبر: تحدي بوتشيا العالمي كالي 2024 في  كالي
- من 14 إلى 22 نوفمبر: تحدي بوتشيا العالمي المنامة 2024 في  المنامة

## كرة الهدف
- تقويم بطولات غولبول الاتحاد الدولي لرياضات المكفوفين هنا.

### الألعاب البارالمبية
- من 29 أغسطس إلى 5 سبتمبر: الغولبول في الألعاب البارالمبية الصيفية 2024 في  باريس

### البطولات القارية
- من 30 مايو إلى 5 يونيو: بطولة أوروبا للسيدات للمستوى ب لغولبول 2024 في  لينيانو سابيادورو
- من 3 إلى 11 يونيو: بطولة أوروبا للرجال للمستوى ب لغولبول 2024 في  لينيانو سابيادورو

### بطولات أخرى
- من 11 إلى 14 أبريل: البطولة الدولية لغولبول للرجال والسيدات والشباب في  تراكي
- من 11 إلى 14 أبريل: كأس أنقرة لغولبول 2024 في  أنقرة
- من 26 إلى 28 أبريل: البطولة الدولية للسيدات لغولبول ليون في  ليون
- من 26 إلى 28 أبريل: ألعاب بارا روستوك 2024 في  روستوك
- من 3 إلى 5 مايو: بطولة روكاراسو الدولية لغولبول في  روكاراسو
- من 8 إلى 13 مايو: تحدي غولبول الدولي 2024 في  ساو باولو
- من 9 إلى 12 مايو: البطولة الدولية لغولبول للرجال في  فيلنيوس
- من 9 إلى 12 مايو: البطولة الدولية التاسعة لغولبول لوبلين في  لوبلين
- من 17 إلى 19 مايو: ألعاب المكفوفين 2024 في  غايا
- من 23 إلى 26 مايو: كأس مالمو للسيدات 2024 في  مالمو
- من 3 إلى 19 يونيو: معسكر تدريب وبطولة غولبول الدولية هانغتشو 2024 في  هانغتشو
- من 5 إلى 10 يوليو: بطولة الأهرامات المصرية الثالثة لغولبول في  الجيزة
- من 26 إلى 31 يوليو: البطولة الدولية المفتوحة لغولبول نادي العطاء في  عمّان
- من 10 إلى 13 أكتوبر: كأس هولندا المفتوحة لغولبول 2024 في  زفوله
- من 28 نوفمبر إلى 1 ديسمبر: البطولة الثالثة عشرة لغولبول كأس سيليزيا في  خورزو.

## هوكي الجليد للمزلجين
- أحداث هوكي الجليد البارالمبي هنا.

### بطولات العالم
- من 15 إلى 20 أبريل: بطولة العالم لهوكي الجليد للمزلجين 2024 - الفئة ب في  سكيين
- من 4 إلى 12 مايو: بطولة العالم لهوكي الجليد للمزلجين 2024 - الفئة أ في  كالجاري
- من 25 إلى 30 نوفمبر: بطولة العالم لهوكي الجليد للمزلجين 2024 - الفئة ج في  بانكوك

## التزلج الألبي لذوي الاحتياجات الخاصة
- روزنامة التزلج الألبي لذوي الاحتياجات الخاصة هنا

### كأس العالم للتزلج الألبي لذوي الاحتياجات الخاصة 2024
- 15–17 ديسمبر 2023: كأس العالم #1 في  سويسرا سانت موريتز[10][11]
  - منحدر الرجال
  - المكفوفين:  النمسا يوهانس أيجنر (مرتين)
  - الوقوف:  سويسرا روبن كوش (مرتين)
  - الجلوس:  النرويج جيسبر بيدرسن (1) /  هولندا جيروين كامبشرو (2)
  - منحدر النساء
  - المكفوفين:  سلوفاكيا ألكسندرا ريكسوفا (1) /  المملكة المتحدة مينا فيتسباتريك (2)
  - الوقوف:  فرنسا ماري بوشت (مرتين)
  - الجلوس:  ألمانيا آنا-لينا فورستر (مرتين)
- 20–22 ديسمبر 2023: كأس العالم #2 في  النمسا شتايناخ آم برينر[12]
  - سوبر جي الرجال
  - المكفوفين:  النمسا يوهانس أيجنر (1) /  فرنسا هايسنت ديليبلاس (2)
  - الوقوف:  سويسرا روبن كوش (1) /  كندا أليكسيس غيموند (2)
  - الجلوس:  النرويج جيسبر بيدرسن (مرتين)
  - سوبر جي النساء
  - المكفوفين:  المملكة المتحدة مينا فيتسباتريك (مرتين)
  - الوقوف:  السويد إيبا أورخيه (مرتين)
  - الجلوس:  ألمانيا آنا-لينا فورستر (مرتين)
  - السباق الكبير للرجال
  - المكفوفين:  إيطاليا جياموكو بيرتاغنولي
  - الوقوف:  فرنسا أرثر بوشيه
  - الجلوس:  النرويج جيسبر بيدرسن
  - السباق الكبير للنساء
  - المكفوفين:  النمسا فيرونيكا أيجنر
  - الوقوف:  السويد إيبا أورخيه
  - الجلوس:  ألمانيا آنا-لينا فورستر
- 13–17 يناير: كأس العالم #3 في  إسبانيا لا مولينا[13]
  - تم إلغاء الحدث
- 22–25 يناير: كأس العالم #4 في  سويسرا فيزوناز[14]
  - السباق الكبير للرجال
  - المكفوفين:  النمسا يوهانس أيجنر (مرتين)
  - الوقوف:  سويسرا روبن كوش (1) /  فرنسا أرثر بوشيه (2)
  - الجلوس:  إيطاليا رينه دي سيلفسترو (1) /  النرويج جيسبر بيدرسن (2)
  - السباق الكبير للنساء
  - المكفوفين:  النمسا فيرونيكا أيجنر (مرتين)
  - الوقوف:  السويد إيبا أورخيه (مرتين)
  - الجلوس:  ألمانيا آنا-لينا فورستر (مرتين)

| - - سباق التعرج للرجال - المكفوفين: إيطاليا جياموكو بيرتاغنولي - الوقوف: فرنسا أرثر بوشيه - الجلوس: هولندا جيروين كامبشرو - سباق التعرج للنساء - المكفوفين: النمسا فيرونيكا أيجنر - الوقوف: السويد إيبا أورخيه - الجلوس: ألمانيا آنا-لينا فورستر | - - سوبر جي للرجال - المكفوفين: إيطاليا جياموكو بيرتاغنولي - الوقوف: فرنسا أرثر بوشيه - الجلوس: إيطاليا رينه دي سيلفسترو - سوبر جي للنساء - المكفوفين: سلوفاكيا ألكسندرا ريكسوفا - الوقوف: فرنسا ماري بوشت - الجلوس: ألمانيا آنا-لينا فورستر |

- 29 يناير – 2 فبراير: كأس العالم #5 في  إيطاليا كورتينا دامبيزو[15]

| - - منحدر الرجال - المكفوفين: إيطاليا جياموكو بيرتاغنولي - الوقوف: سويسرا روبن كوش - الجلوس: الولايات المتحدة أندرو كوركا - منحدر النساء - المكفوفين: كوريا الجنوبية سارا تشوي - الوقوف: فرنسا أوريل ريشار - الجلوس: ألمانيا آنا-لينا فورستر | - - سوبر جي للرجال - المكفوفين: النمسا يوهانس أيجنر - الوقوف: فرنسا أرثر بوشيه - الجلوس: إيطاليا رينه دي سيلفسترو - سوبر جي للنساء - المكفوفين: كوريا الجنوبية سارا تشوي - الوقوف: السويد إيبا أورخيه - الجلوس: ألمانيا آنا-لينا فورستر |

- سباق التعرج للرجال
- المكفوفين:  كندا كالي إريكسون (1) /  النمسا يوهانس أيجنر (2)
- الوقوف:  فرنسا أرثر بوشيه (مرتين)
- الجلوس:  فرنسا لو براز-داغاند (1) /  إيطاليا رينه دي سيلفسترو (2)
- سباق التعرج للنساء
- المكفوفين:  النمسا فيرونيكا أيجنر (مرتين)
- الوقوف:  السويد إيبا أورخيه (مرتين)
- الجلوس:  ألمانيا آنا-لينا فورستر (مرتين)

- 10–15 فبراير: كأس العالم #6 في  اليابان سابورو
- 27 فبراير – 2 مارس: كأس العالم #7 في  النمسا ويلدشوناو
- 12–15 مارس: كأس العالم #8 في  سلوفينيا كرانسكا غورا
- 18–25 مارس: كأس العالم #9 في  إيطاليا سيلا نيفيا

### كأس أوروبا للتزلج الألبي لذوي الاحتياجات الخاصة 2024
- 1 ديسمبر 2023: كأس أوروبا #1 في  بيتستال[16]
  - تم إلغاء الحدث
- 9–10 يناير: كأس أوروبا #2 في  فولغاريا[17]
- 4–10 مارس: كأس أوروبا #3 في  كوليري[18]
  - تم إلغاء الحدث

### المسابقات الدولية لفئة FIS ذوي الإعاقة
- التقويم: هنا

### بطولات وطنية مفتوحة
- التقويم: هنا

### دوري الدخول لفعاليات FIS
- التقويم: هنا

## الرماية لذوي الاحتياجات الخاصة
- التقويم الكامل للرماية 2024 هنا.

### ألعاب بارالمبية
- 30 أغسطس – 8 سبتمبر: ألعاب باريس 2024 البارالمبية في  فرنسا باريس

### بطولات التأهل للألعاب البارالمبية
- 2–7 مارس: 2024 بطولة التأهل أفريقيا-أوقيانوسيا في  الإمارات العربية المتحدة دبي[19]
- 2–7 مارس: 2024 بطولة التأهل العالمية في  الإمارات العربية المتحدة دبي[20]

### بطولات التصنيف الأخرى
- 2–7 مارس: البطولة الثامنة لتصنيف الرماية لذوي الاحتياجات الخاصة في  الإمارات العربية المتحدة دبي[21]
  - الفائزون في المسابقة المفتوحة بالقوس المركب:  إيطاليا ستيفانو ترافيساني (رجال) /  إيطاليا إليزابيتا ميجنو (نساء)
  - الفائزون في المسابقة المفتوحة بالقوس المركب:  الهند راكش كومار (بارالمبي)
  - الفائزون في W1 (REC/COMP):  تركيا ييت كانر أيدين (رجال) /  كوريا الجنوبية كيم أوك-جيوم (نساء)
  - الفائزون في الفرق المختلط بالقوس المركب المفتوح:  إيطاليا
  - الفائزون في الفرق المختلط بالقوس المركب:  تركيا
  - الفائزون في الفرق المختلط W1 (REC/COMP):  إيطاليا
- 22–28 أبريل: بطولة أمريكا البارالمبية 2024 في  البرازيل ساو باولو
- 22–30 أبريل: حدث تصنيف الرماية لذوي الاحتياجات الخاصة في  جمهورية التشيك نوف ميستو ناد ميتي

## ألعاب القوى لذوي الاحتياجات الخاصة
- التقويم الكامل لفعاليات ألعاب القوى لذوي الاحتياجات الخاصة هنا.
- تقويم جائزة العالم لألعاب القوى لذوي الاحتياجات الخاصة 2024 هنا.

### ألعاب بارالمبية
- 30 أغسطس – 8 سبتمبر: الألعاب البارالمبية الصيفية 2024 في  فرنسا باريس

### بطولات العالم
- 17–25 مايو: بطولة العالم لألعاب القوى لذوي الاحتياجات الخاصة 2024 في  اليابان كوبي

### جائزة العالم لألعاب القوى لذوي الاحتياجات الخاصة 2024
- 12–15 فبراير: جائزة دبي 2024 في  الإمارات العربية المتحدة دبي[22][23]
- 5–7 مارس: جائزة تونس 2024 في  تونس تونس[24]
- 22–24 مارس: جائزة جيسولو 2024 في  إيطاليا جيسولو[25][26]
- 5–7 أبريل: جائزة خالابا 2024 في  المكسيك خالابا[27]
- 26–28 أبريل: جائزة مراكش 2024 في  المغرب مراكش[28]
- 6–8 يونيو: جائزة نوتويل 2024 في  سويسرا نوتويل[29]
- 13–14 يونيو: جائزة باريس 2024 في  فرنسا باريس[30]

## الريشة الطائرة لذوي الاحتياجات الخاصة
- تقويم بطولات باديمنتون لذوي الاحتياجات الخاصة 2024 هنا.

### ألعاب بارالمبية
- 29 أغسطس – 2 سبتمبر: ألعاب باريس 2024 البارالمبية في  فرنسا باريس

### بطولات عالمية
- 28–30 يناير: الألعاب البارالمبية لغرب آسيا 2024 في  الإمارات العربية المتحدة الشارقة[31]
- 20–25 فبراير: بطولة العالم للريشة الطائرة لذوي الاحتياجات الخاصة 2024 في  تايلاند باتايا

### جولة باديمنتون العالمية للاتحاد الدولي للريشة الطائرة
- 23–28 يناير: بطولة مصر الدولية للباديمنتون لذوي الاحتياجات الخاصة في  مصر القاهرة[32]
- 15–21 أبريل: بطولة إسبانيا الدولية للباديمنتون لذوي الاحتياجات الخاصة - الثانية في  إسبانيا فيتوريا-غاستيز[33]
- 23–27 أبريل: بطولة إسبانيا الدولية للباديمنتون لذوي الاحتياجات الخاصة - الأولى في  إسبانيا توليدو[34]
- 21–26 مايو: بطولة البحرين الدولية للباديمنتون لذوي الاحتياجات الخاصة في  البحرين المنامة[35]
- 18–23 يونيو: بطولة 4 دول للباديمنتون لذوي الاحتياجات الخاصة في  اسكتلندا غلاسغو[36]
- 2–7 يوليو: بطولة أوغندا الدولية للباديمنتون لذوي الاحتياجات الخاصة في  أوغندا كامبالا[37]
- 17–22 سبتمبر: بطولة إندونيسيا الدولية للباديمنتون لذوي الاحتياجات الخاصة في  إندونيسيا سوراكارتا[38]
- 22–27 أكتوبر: بطولة اليابان الدولية للباديمنتون لذوي الاحتياجات الخاصة في  اليابان طوكيو[39]
- 12–17 نوفمبر: بطولة ماليزيا الدولية للباديمنتون لذوي الاحتياجات الخاصة في  ماليزيا كوالالمبور[40] تم إلغاء الحدث

## دراجات لذوي الاحتياجات الخاصة
- تقويم UCI هنا.

### ألعاب بارالمبية
- 29 أغسطس – 7 سبتمبر: ألعاب باريس 2024 البارالمبية في  فرنسا باريس

### بطولات العالم
- 20–24 مارس: بطولة العالم لسباقات الدراجات لذوي الاحتياجات الخاصة 2024 في  البرازيل ريو دي جانيرو
- 21–29 سبتمبر: بطولة العالم لسباقات الدراجات على الطريق لذوي الاحتياجات الخاصة 2024 في  سويسرا زيورخ

### بطولات القارات
- 14–18 فبراير: بطولة أوقيانوسيا لسباقات الدراجات على المضمار لذوي الاحتياجات الخاصة في  نيوزيلندا كامبريدج
- 21–26 فبراير: بطولة آسيا 12 لسباقات الدراجات على المضمار لذوي الاحتياجات الخاصة في  الهند نيودلهي
- 12–13 أبريل: بطولة أوقيانوسيا لسباقات الدراجات على الطريق لذوي الاحتياجات الخاصة في  أستراليا بريسبان
- 4–7 يونيو: بطولة باميريسو في كالي في  كولومبيا كالي
- 5–12 يونيو: بطولة آسيا 12 لسباقات الدراجات على الطريق لذوي الاحتياجات الخاصة في  كازاخستان ألماتي
- 9–10 يونيو: بطولة باميريسو في كالي في  كولومبيا كالي

### 2024 كأس العالم لسباقات الدراجات على الطريق لذوي الاحتياجات الخاصة من UCI
- 13–17 يناير: كأس العالم في  أستراليا أديلايد[41]
- 2–5 مايو: كأس العالم في  بلجيكا أوستند[42]
- 16–19 مايو: كأس العالم في  إيطاليا مانياجو[43]

### بطولات وطنية
- 4–7 يناير: بطولة أستراليا الوطنية لسباقات الدراجات على الطريق لذوي الاحتياجات الخاصة 2024 في  أستراليا بالارات
  - النتائج: هنا
- 18–21 يناير: بطولة البرازيل لسباقات الدراجات على المضمار لذوي الاحتياجات الخاصة 2024 في  البرازيل إنداياتوبا
  - النتائج: هنا
- 25–26 يناير: بطولة سويسرا لسباقات الدراجات على المضمار في  سويسرا غرينشن
  - النتائج: هنا
- 23–25 فبراير: بطولة المملكة المتحدة الوطنية لسباقات الدراجات على المضمار لذوي الاحتياجات الخاصة في  المملكة المتحدة مانشستر
  - النتائج: هنا
- 23–25 فبراير: بطولة إسبانيا لسباقات الدراجات على المضمار لذوي الاحتياجات الخاصة في  إسبانيا غالاباغار
  - النتائج: هنا
- 24 فبراير: بطولة فرنسا لسباقات الدراجات على المضمار لذوي الاحتياجات الخاصة في  فرنسا روبيا
  - النتائج: هنا
- 1–2 مارس: بطولة فنزويلا الوطنية لسباقات الدراجات على المضمار لذوي الاحتياجات الخاصة في  فنزويلا كاراكاس
  - النتائج: هنا
- 2–7 مارس: بطولة نيوزيلندا الوطنية لسباقات الدراجات على المضمار في  نيوزيلندا
  - النتائج: هنا
- 29–31 مارس: بطولة كندا لسباقات الدراجات على المضمار لذوي الاحتياجات الخاصة 2024 (Jr/U17/Para) في  كندا برومونت
  - النتائج: هنا
- 19–21 أبريل: بطولة الفئات العمرية لسباقات الدراجات على الطريق لذوي الاحتياجات الخاصة في  نيوزيلندا كامبريدج
  - النتائج: هنا
- 24–26 مايو: بطولة إسبانيا لسباقات الدراجات على الطريق لذوي الاحتياجات الخاصة 2024 في  إسبانيا كارافاكا دي لا كروز
  - النتائج: هنا

### أحداث أخرى
- 6 يناير: بطولة بلجيكا لسباقات الدراجات على المضمار لذوي الاحتياجات الخاصة في  بلجيكا هوسدن-زولدر
  - النتائج: هنا
- 10–11 فبراير: بطولة الولايات المتحدة لسباقات الدراجات على المضمار لذوي الاحتياجات الخاصة في  الولايات المتحدة كارسون، كاليفورنيا
  - النتائج: هنا
- 2–3 مارس: بطولة إكستريمادورا الأوروبية لسباقات الدراجات لذوي الاحتياجات الخاصة في  إسبانيا كاسيريس
  - النتائج: هنا
- 6–7 أبريل: 10° دوي جيورني ديل ماري 2024 (الطريق) في  إيطاليا مسا، توسكانا
  - النتائج: هنا
- 12–14 أبريل: كأس البرازيل لسباقات الدراجات على الطريق لذوي الاحتياجات الخاصة - المرحلة 1 في  البرازيل ناتال، ريو غراندي دو نورت
  - النتائج: هنا
- 13–14 أبريل: هاندى جارد كلاسيك في  فرنسا ميجان-لو-كلاب
  - النتائج: هنا
- 25–28 أبريل: كأس هيتمان لسباق التانديم XXVII في  بولندا لوبلين
  - النتائج: هنا

## بارا كانو
- تقويم فعاليات ICF هنا.

### ألعاب بارالمبية
- 6–8 سبتمبر: ألعاب باريس 2024 البارالمبية في  فرنسا باريس

### بطولات العالم وبطولات القارات
- 18–21 أبريل: بطولة آسيا للكانو لذوي الاحتياجات الخاصة 2024 ACC في  اليابان طوكيو[44]
- 9–11 مايو: بطولة العالم للكانو لذوي الاحتياجات الخاصة 2024 ICF في  هنغاريا سيغيد[45]
- 13–16 يونيو: بطولة أوروبا للكانو لذوي الاحتياجات الخاصة 2024 ECA في  هنغاريا سيغيد[46]

### أحداث أخرى
- 6–7 أبريل: السباق الدولي ميلانو في  إيطاليا ميلانو

## التسلق لذوي الاحتياجات الخاصة

### بطولات القارات
- 24–25 أغسطس: بطولة أوروبا للتسلق لذوي الاحتياجات الخاصة IFSC في  سويسرا فيلارس-سور-أولون

### كأس العالم
- 7–8 مايو: #1 في  الولايات المتحدة سالت ليك سيتي
- 24–25 يونيو: #2 في  النمسا إنسبروك
- 27–28 سبتمبر: #2 في  إيطاليا أركو

## الجودو لذوي الاحتياجات الخاصة
- موقع IBSA جودو هنا.

### ألعاب بارالمبية
- 5–7 سبتمبر: ألعاب باريس 2024 البارالمبية في  فرنسا باريس

### 2024 IBSA جودو غراند بري
- 14–19 فبراير: IBSA جودو غراند بري في  ألمانيا هايدلبرغ[47][48]

| - - الرجال 60 kg J1: إيران سيد عبادي - الرجال 60 kg J2: أوكرانيا دافيد خورافا - الرجال 73 kg J1: ألمانيا لينارت ساس - الرجال 73 kg J2: اليابان يوجيرو سيتو - الرجال 90 kg J1: البرازيل آرثر دا سيلفا - الرجال 90 kg J2: أوزبكستان دافورخان كاروماتوف - الرجال 90+kg J1: البرازيل ويليانس دي أراوجو - الرجال 90+kg J2: إيران وحيد نوري | - - النساء 48 kg J1: أوكرانيا ناتاليا نيكولايتشيك - النساء 48 kg J2: كازاخستان أكمارال ناواتبيك - النساء 57 kg J1: أوزبكستان أولجون أمرييفا - النساء 57 kg J2: الصين وانغ جيانان - النساء 70 kg J1: الصين لي ليو - النساء 70 kg J2: الصين وانغ يوي - النساء 70 kg+ J1: أوكرانيا أنستاسيا هارنِك - النساء 70 kg+ J2: كازاخستان زيرينا رايفوفا |

- 1–3 أبريل: IBSA جودو غراند بري في  تركيا أنطاليا[49]

| - - الرجال 60 kg J1: الهند كابيل بارمار - الرجال 60 kg J2: أوزبكستان شيرزاد ناموزوف - الرجال 73 kg J1: رومانيا أليكس بولوغا - الرجال 73 kg J2: أوزبكستان أوتشكون كورانباف - الرجال 90 kg J1: مولدوفا أوليغ كريتول - الرجال 90 kg J2: أوزبكستان دافورخان كاروماتوف - الرجال 90+kg J1: البرازيل ويليانس دي أراوجو - الرجال 90+kg J2: كازاخستان زهركميرزا شوكوربيكوف | - - النساء 48 kg J1: تركيا إيجم طاشين - النساء 48 kg J2: الصين لي ليكينغ - النساء 57 kg J1: الصين شي ييجي - النساء 57 kg J2: اليابان جونكو هيروسي - النساء 70 kg J1: الصين لي ليو - النساء 70 kg J2: الصين وانغ يوي - النساء 70 kg+ J1: البرازيل إيريكا زواج - النساء 70 kg+ J2: كوبا شايلا هيرنانديز إستوبينان |

- 18–19 مايو: IBSA جودو غراند بري في  جورجيا تبليسي[50][51][52]

| - - الرجال 60 kg J1: الهند كابيل بارمار - الرجال 60 kg J2: أوزبكستان كيمران نوريللايف - الرجال 73 kg J1: رومانيا أليكس بولوغا - الرجال 73 kg J2: اليابان يوجيرو سيتو - الرجال 90 kg J1: البرازيل آرثر دا سيلفا - الرجال 90 kg J2: فرنسا هيليوس لاتشومانيا - الرجال 90+kg J1: مولدوفا يون باسوكس - الرجال 90+kg J2: جورجيا ريفا تشيكويزه | - - النساء 48 kg J1: أوكرانيا ناتاليا نيكولايتشيك - النساء 48 kg J2: الصين لي ليكينغ - النساء 57 kg J1: الصين شي ييجي - النساء 57 kg J2: كازاخستان ديانا فيدوسوفا - النساء 70 kg J1: الصين لي ليو - النساء 70 kg J2: الصين وانغ يوي - النساء 70 kg+ J1: أوكرانيا أنستاسيا هارنِك - النساء 70 kg+ J2: كازاخستان أيدانا غازيزيكازي |

## السباحة لذوي الاحتياجات الخاصة
- التقويم الكامل لفعاليات السباحة لذوي الاحتياجات الخاصة هنا.
- تقويم 2024 سلسلة السباحة العالمية Citi لذوي الاحتياجات الخاصة هنا.

### ألعاب بارالمبية
- 29 أغسطس – 7 سبتمبر: ألعاب باريس 2024 البارالمبية في  فرنسا باريس

### بطولات القارات
- 21–27 أبريل: بطولة العالم للسباحة لذوي الاحتياجات الخاصة الأوروبية 2024 في  البرتغال فونشال

### 2024 سلسلة السباحة العالمية Citi لذوي الاحتياجات الخاصة
- 1–4 فبراير: سلسلة السباحة العالمية Citi في بريطانيا العظمى في  المملكة المتحدة أبردين[53]
  - النتائج هنا.
- 23–25 فبراير: سلسلة السباحة العالمية Citi في أستراليا في  أستراليا ملبورن[54]
  - النتائج هنا.
- 14–17 مارس: سلسلة السباحة العالمية Citi في ليغنانو سابيادورو في  إيطاليا ليغنانو سابيادورو[55]
  - النتائج هنا.
- 11–13 أبريل: سلسلة السباحة العالمية Citi في الولايات المتحدة في  الولايات المتحدة إنديانابوليس
- 17–19 مايو: سلسلة السباحة العالمية Citi في سنغافورة في  سنغافورة سنغافورة
- 30 مايو – 2 يونيو: سلسلة السباحة العالمية Citi في برلين في  ألمانيا برلين
- 7–9 يونيو: سلسلة السباحة العالمية Citi في فرنسا في  فرنسا باريس
- 21–24 نوفمبر: سلسلة السباحة العالمية Citi في المكسيك في  المكسيك غوادالاخارا
- 6–8 ديسمبر: سلسلة السباحة العالمية Citi في مصر في  مصر القاهرة

## كرة الطاولة لذوي الاحتياجات الخاصة
- تقويم كرة الطاولة لذوي الاحتياجات الخاصة 2024 هنا.

### ألعاب بارالمبية
- 29 أغسطس – 7 سبتمبر: ألعاب باريس 2024 البارالمبية في  فرنسا باريس

### جولة تنيس الطاولة لذوي الاحتياجات الخاصة 2024
- 16–18 يناير: بطولة الولايات المتحدة المفتوحة لذوي الاحتياجات الخاصة 2024 في  الولايات المتحدة كوربوس كريستي[56]
- 20–22 يناير: بطولة البحرين لذوي الاحتياجات الخاصة 2024 في  البحرين المنامة تم إلغاء الحدث
- 24–27 يناير: بطولة مصر لذوي الاحتياجات الخاصة 2024 في  مصر الجيزة[57]
- 1–4 فبراير: بطولة البرازيل لذوي الاحتياجات الخاصة 2024 في  البرازيل ساو باولو[58]
- 1–3 مارس: بطولة أستانا لذوي الاحتياجات الخاصة 2024 في  كازاخستان أستانا[59]
- 6–9 مارس: بطولة ليغنانو ماسترز لذوي الاحتياجات الخاصة 2024 في  إيطاليا ليغنانو سابيادورو[60]
- 11–14 مارس: بطولة كوستا برافا الإسبانية لذوي الاحتياجات الخاصة 2024 في  إسبانيا بلاتجا دارو[61]
- 26–29 مارس: بطولة بولندا لذوي الاحتياجات الخاصة 2024 في  بولندا ويدلسوافوفو[62]
- 20–22 أبريل: بطولة الوتاني الأردنية لذوي الاحتياجات الخاصة 2024 في  الأردن عمان[63]
- 26–28 أبريل: بطولة الكويت لذوي الاحتياجات الخاصة 2024 في  الكويت تم إلغاء الحدث
- 1–4 مايو: بطولة الجبل الأسود لذوي الاحتياجات الخاصة 2024 في  مونتينيغرو بودغوريتسا[64]
- 7–11 مايو: بطولة سلوفينيا لذوي الاحتياجات الخاصة 2024 في  سلوفينيا لاشكو[65]
- 23–25 مايو: بطولة تأهيل بارالمبية العالمية 2024 في  تايلاند باتايا[66]
- 29 مايو – 1 يونيو: بطولة مدينة تايبيه لذوي الاحتياجات الخاصة 2024 في  تايوان تايبيه[67]
- 9–11 يونيو: بطولة المكسيك لذوي الاحتياجات الخاصة 2024 في  المكسيك كانكون
- 20–22 يونيو: بطولة جمهورية التشيك لذوي الاحتياجات الخاصة 2024 في  جمهورية التشيك أوسترافا[68]
- 21–24 يوليو: بطولة تايلاند لذوي الاحتياجات الخاصة 2024 في  تايلاند باتايا[69]
- 6–8 أكتوبر: بطولة البرازيل لذوي الاحتياجات الخاصة 2024 في  البرازيل ساو باولو[70]
- 11–13 أكتوبر: كأس تانغو الأرجنتينية لذوي الاحتياجات الخاصة 2024 في  الأرجنتين بوينس آيرس[71]
- 15–17 أكتوبر: بطولة تشيلي لذوي الاحتياجات الخاصة 2024 في  تشيلي سانتياغو تم إلغاء الحدث
- 28–30 أكتوبر: بطولة SQY الفرنسية لذوي الاحتياجات الخاصة 2024 في  فرنسا سانت-كونتين-آن-إيفلين[72]
- 1–3 نوفمبر: بطولة السعودية لذوي الاحتياجات الخاصة 2024 في  السعودية الرياض تم إلغاء الحدث
- 7–9 نوفمبر: بطولة لاجوس النيجيرية لذوي الاحتياجات الخاصة 2024 في  نيجيريا لاجوس[73]

## التايكوندو لذوي الاحتياجات الخاصة
- تقويم أحداث التايكوندو لذوي الاحتياجات الخاصة 2024 هنا.

### ألعاب بارالمبية
- 29–31 أغسطس: ألعاب باريس 2024 البارالمبية في  فرنسا باريس

### بطولات القارات
- 3 مايو: بطولة أمريكا لذوي الاحتياجات الخاصة للتايكوندو في  البرازيل ريو دي جانيرو
- 9–11 مارس: بطولة أوروبا لذوي الاحتياجات الخاصة للتايكوندو في  صربيا بلغراد
- 19 مايو: بطولة آسيا التاسعة لذوي الاحتياجات الخاصة للتايكوندو في  فيتنام دا نانغ

### بطولات التأهل للبارالمبياد
- 9 فبراير: بطولة التأهل الأفريقية لذوي الاحتياجات الخاصة للتايكوندو في  السنغال دكار
- 8 مارس: بطولة التأهل الأوروبية لذوي الاحتياجات الخاصة للتايكوندو في  بلغاريا صوفيا
- 17 مارس: بطولة التأهل الآسيوية لذوي الاحتياجات الخاصة للتايكوندو في  الصين تايان
- 6 أبريل: بطولة التأهل لأوقيانوسيا لذوي الاحتياجات الخاصة للتايكوندو في  جزر سليمان هونيارا
- 11 أبريل: بطولة التأهل الأمريكية لذوي الاحتياجات الخاصة للتايكوندو في  جمهورية الدومينيكان سانتو دومينغو

### أحداث رابطة الاتيكوندو البارليمبية الأخرى
- 20 فبراير: كأس الرئيس - منطقة آسيا لذوي الاحتياجات الخاصة للتايكوندو في  إيران طهران
- 5 مايو: بطولة ريو المفتوحة لذوي الاحتياجات الخاصة للتايكوندو في  البرازيل ريو دي جانيرو
- 5 يوليو: تحدي التايكوندو العالمي لذوي الاحتياجات الخاصة 2024 في  كوريا الجنوبية تشونتشئون
- 19 سبتمبر: كأس الرئيس - أوقيانوسيا لذوي الاحتياجات الخاصة للتايكوندو في  أستراليا بريسبان
- 20 سبتمبر: كأس الرئيس - أوقيانوسيا لذوي الاحتياجات الخاصة للتايكوندو بومسي في  أستراليا بريسبان
- 21 سبتمبر: الافتتاحية الأسترالية - التايكوندو لذوي الاحتياجات الخاصة كيووروجي في  أستراليا بريسبان
- 22 سبتمبر: الافتتاحية الأسترالية - التايكوندو لذوي الاحتياجات الخاصة بومسي في  أستراليا بريسبان
- ديسمبر: نهائي جائزة العالم للتايكوندو لذوي الاحتياجات الخاصة 2024 لم يحدد بعد

## التزلج عبر البلاد لذوي الاحتياجات الخاصة
- تقويم FIS للتزلج عبر البلاد لذوي الاحتياجات الخاصة هنا

### كأس العالم لسباقات الضاحية لذوي الاحتياجات الخاصة (FIS) 2023–24
- 17–18 يناير: WC #1 في  سلوفينيا بوكليوكا[74]
  - تم إلغاء الحدث
- 24–28 يناير: WC #2 في  إيطاليا توبلاخ[75]
  - سباق الرجال 10 كم بداية فردية C:  إيطاليا جوزيبي روميل (جلوس) /  كندا مارك أريندز (وقوف) /  الولايات المتحدة جيك أديكوف (مكفوفين)
  - سباق النساء 10 كم بداية فردية C:  الولايات المتحدة أوكسانا ماسترز (جلوس) /  النرويج فيلدي نيلسن (وقوف) /  ألمانيا لين كازماير (مكفوفين)
  - سباق الرجال 10 كم بداية جماعية C:  إيطاليا جوزيبي روميل (جلوس) /  اليابان تايكي كاوايوكي (وقوف) /  الولايات المتحدة جيك أديكوف (مكفوفين)
  - سباق النساء 10 كم بداية جماعية C:  الولايات المتحدة أوكسانا ماسترز (جلوس) /  النرويج فيلدي نيلسن (وقوف) /  ألمانيا لين كازماير (مكفوفين)
  - سباق الرجال 1 كم سباق F:  البرازيل كريستيان ريبره (جلوس) /  أوكرانيا سيرهي رومانيك (وقوف) /  ألمانيا نيكو ميسينغر (مكفوفين)
  - سباق النساء 1 كم سباق F:  الولايات المتحدة أوكسانا ماسترز (جلوس) /  النرويج فيلدي نيلسن (وقوف) /  ألمانيا لين كازماير (مكفوفين)
  - سباق الرجال 5/10 كم بداية فردية F:  إيطاليا جوزيبي روميل (جلوس) /  ألمانيا ماركو ماير (وقوف) /  الولايات المتحدة جيك أديكوف (مكفوفين)
  - سباق النساء 5/10 كم بداية فردية F:  الولايات المتحدة أوكسانا ماسترز (جلوس) /  النرويج فيلدي نيلسن (وقوف) /  التشيك سيمونا بوبينيكوفا (مكفوفين)
- 31 يناير – 1 فبراير: WC #3 في  إيطاليا مارتل[76]
  - سباق الرجال 10 كم سباق C:  أوكرانيا باڤلو بال (جلوس) /  اليابان تايكي كاوايوكي (وقوف) /  الولايات المتحدة جيك أديكوف (مكفوفين)
  - سباق النساء 10 كم سباق C:  الولايات المتحدة أوكسانا ماسترز (جلوس) /  النرويج فيلدي نيلسن (وقوف) /  النمسا كارينا إدلينجر (مكفوفين)
- 13–17 مارس: WC #4 في  كندا برينس جورج[77]
  - سباق الرجال 5 كم بداية فردية C:  كندا ديريك زابوتينسكي (جلوس) /  اليابان تايكي كاوايوكي (وقوف) /  السويد زيباسيتيان مودين (مكفوفين)
  - سباق النساء 5 كم بداية فردية C:  ألمانيا أنيا ويكر (جلوس) /  النرويج فيلدي نيلسن (وقوف) /  ألمانيا ليونيا ماريا والتر (مكفوفين)
  - سباق الرجال 1 كم سباق F:  كندا كولين كاميرون (جلوس) /  أوكرانيا سيرافيم دراهون (وقوف) /  الولايات المتحدة جيك أديكوف (مكفوفين)
  - سباق النساء 1 كم سباق F:  ألمانيا أنيا ويكر (جلوس) /  النرويج فيلدي نيلسن (وقوف) /  ألمانيا لين كازماير (مكفوفين)
  - سباق الرجال 20 كم بداية جماعية C:  إيطاليا جوزيبي روميل (جلوس) /  اليابان تايكي كاوايوكي (وقوف) /  الولايات المتحدة جيك أديكوف (مكفوفين)
  - سباق النساء 20 كم بداية جماعية C:  ألمانيا أنيا ويكر (جلوس) /  النرويج فيلدي نيلسن (وقوف) /  ألمانيا لين كازماير (مكفوفين)

### كأس الاتحاد الدولي للتزلج البارالمبي عبر البلاد 2023–24
- 14–18 أغسطس 2023: CC #1 في  الأرجنتين تيرا مايور[78]
  - تم إلغاء الحدث
- 25–28 أكتوبر 2023: CC #2 في  ألمانيا أوبرهوف[79]
- 29 نوفمبر – 3 ديسمبر 2023: CC #3 في  النرويج غالا[80]
- 15–22 ديسمبر 2023: CC #4 في  الصين تشانغجياكو[81]
  - تم إلغاء الحدث
- 2–5 يناير: CC #5 في  الولايات المتحدة سولدير هولو[82]
- 23–24 فبراير: CC #6 في  الولايات المتحدة بوزمان[83]

### فعاليات FIS الدولية لذوي الاحتياجات الخاصة
- التقويم هنا

### بطولات وطنية مفتوحة
- التقويم هنا

## كرة القدم لذوي الاحتياجات الخاصة
- تقويم مسابقات كرة القدم للمكفوفين هنا.
- تقويم مسابقات الاتحاد الدولي لكرة القدم البارليمبية العالمية 2024 هنا.

### كرة القدم للمكفوفين

#### ألعاب بارالمبية
- 28 أغسطس – 8 سبتمبر: ألعاب باريس 2024 البارالمبية في  فرنسا باريس

#### مسابقات أخرى
- 1–7 أبريل: كأس أنطاليا الدولية لكرة القدم للمكفوفين للرجال والنساء في  تركيا أنطاليا[84]
- 3–5 مايو: بطولة كرة القدم الدولية الثامنة في  إسبانيا إشبيلية[85]
- 24 مايو – 2 يونيو: 2024 كأس العالم لكرة القدم للمكفوفين للرجال IBSA في شيلتيغهايم في  فرنسا شيلتيغهايم[86]
- 27–29 سبتمبر: كأس مدن أوروبا الوسطى الحادية عشرة 2024 في  جمهورية التشيك براغ[87]
- 17–26 أكتوبر: 2024 كأس العالم لبطولة كرة القدم للمكفوفين للسيدات IBSA في كورودبا في  الأرجنتين كوردوبا[88]

### كرة القدم لذوي الاحتياجات الخاصة الدماغية

#### المسابقات العالمية
- أبريل/نوفمبر: بطولة العالم 2024 في  إسبانيا سالو
- يوليو: كأس العالم 2024 في  إسبانيا مدريد

## رفع الأثقال البارالمبية
- تقويم مسابقات رفع الأثقال البارالمبية 2023 و2024 هنا.

### الألعاب البارالمبية
- 4-8 سبتمبر: دورة الألعاب البارالمبية الصيفية 2024 في  باريس

### كأس العالم لرفع الأثقال البارالمبية 2024
- 29 فبراير – 6 مارس: كأس العالم في  دبي[89]

| - - وزن الرجال 49 كغ: عبدالله كايابينار - وزن الرجال 54 كغ: يانغ جينغلانغ - وزن الرجال 59 كغ: محسن بختيار - وزن الرجال 65 كغ: زوا يي - وزن الرجال 72 كغ: بوني بونياو غوستين - وزن الرجال 80 كغ: رسول محسن - وزن الرجال 88 كغ: يان بانبان - وزن الرجال 97 كغ: يي جيشويونغ - وزن الرجال 107 كغ: علي أكبر غريبشاهي - وزن الرجال 107 كغ+: أحمد أمين زاده | - - وزن النساء 41 كغ: تسوي زهي - وزن النساء 45 كغ: قو لينغلينغ - وزن النساء 50 كغ: وي يي - وزن النساء 55 كغ: شياو جينبينغ - وزن النساء 61 كغ: تسوي جيانجين - وزن النساء 67 كغ: تان يوجياو - وزن النساء 73 كغ: لياو ليي - وزن النساء 79 كغ: هان مياويو - وزن النساء 86 كغ: تايانا ميديروس - وزن النساء 86 كغ+: تشنغ فيفي |

- 20-24 مارس: كأس العالم في  شرم الشيخ[90]

| - - وزن الرجال 49 كغ: عمر قادة - وزن الرجال 54 كغ: رولاند إيزوريك - وزن الرجال 59 كغ: مصطفى راضي - وزن الرجال 65 كغ: توماس كوري - وزن الرجال 72 كغ: ري ميلشور ديماس فاسكيز - وزن الرجال 80 كغ: رسول محسن - وزن الرجال 88 كغ: محمد العلفت - وزن الرجال 97 كغ: محمد أحمد خطاب - وزن الرجال 107 كغ: معتز زكريا داوود الجنييدي - وزن الرجال 107 كغ+: أكاري جينتشاردزي | - - وزن النساء 41 كغ: إستير نوغرو - وزن النساء 45 كغ: نازميه مراتلي - وزن النساء 50 كغ: بوسي بيجيدي - وزن النساء 55 كغ: رهام أحمد - وزن النساء 61 كغ: أونيينيتشي مارك - وزن النساء 67 كغ: فاطمة إليان - وزن النساء 73 كغ: صفاء حسن - وزن النساء 79 كغ: بوسي أومولايو - وزن النساء 86 كغ: راندا محمود - وزن النساء 86 كغ+: فولاشادي أولوافيميادو |

- 7-10 مايو: كأس العالم في  باتايا
- 23-26 مايو: كأس العالم في  المكسيك
- 20-26 يونيو: كأس العالم في  تبليسي
- ديسمبر: كأس العالم في أوروبا

### فعاليات أخرى
- 26-28 يناير: الألعاب البارالمبية الغربية في  الشارقة
- 3 فبراير: المسابقة الوطنية في أستراليا 2024 - كأس جولد كوست في  جولد كوست، كوينزلاند
- 4-6 فبراير: مسابقة دعوة لرفع الأثقال البارالمبية في  طهران

## الرماية البارالمبية
- تقويم مسابقات الرماية البارالمبية 2024 هنا.

### الألعاب البارالمبية
- 30 أغسطس – 5 سبتمبر: دورة الألعاب البارالمبية الصيفية 2024 في  باريس

### البطولات العالمية والقارية
- 30 مايو – 7 يونيو: بطولة أوروبا للرماية البارالمبية 2024 (بندقية ومسدس) في  غرناطة[91]
- 30 مايو – 7 يونيو: بطولة العالم للرماية البارالمبية 2024 في  غرناطة[92]

### كأس العالم للرماية البارالمبية 2024
- 6–15 مارس: كأس العالم للرماية البارالمبية (بندقية ومسدس) في  نيودلهي[93]
- 25 أبريل – 1 مايو: كأس العالم للرماية البارالمبية (بندقية ومسدس) في  تشانغوون[94]

### الجائزة الكبرى للرماية البارالمبية 2024
- نوفمبر 2023 – فبراير: 9 كأس المنزل في نطاقك الخاص[95]
- 9-11 مايو: كأس ألمانيا الدولي لذوي الإعاقات البصرية في  لانغيلسهايم[96]
- 24-26 مايو: كأس غرين 2024 الجائزة الكبرى للرماية البارالمبية في  مسا مارتانا[97]
- 21-23 يونيو: كأس إمير 2024 الجائزة الكبرى للرماية البارالمبية في  مسا مارتانا[98]
- 23-30 يونيو: كأس هيلسديل 2024 الجائزة الكبرى للرماية البارالمبية في  هيلسديل[99]
- 30 يونيو – 6 يوليو: كأس نوفي ساد 2024 الجائزة الكبرى للرماية البارالمبية في  نوفي ساد[100]
- 8-13 يوليو: الجائزة الكبرى الثالثة المفتوحة WSPS "Club Internacional Arequipa" في  أريكويبا[101]
- 30 يوليو – 6 أغسطس: بطولة Sellier & Bellot Para Trap الدولية الخامسة وجائزة WSPS الكبرى في  برنو[102]
- نوفمبر – فبراير 2025: كأس النطاق المنزلي العاشر في نطاقك المنزلي

## الباراترياثلون
- تقويم اللباراترياثلون 2024 هنا.

### بطولات العالم والألعاب الأولمبية للباراترياثلون 2024
- 1-2 سبتمبر: دورة الألعاب البارالمبية الصيفية 2024 في  باريس
- 17-20 أكتوبر: بطولة العالم لترياثلون البارا في  توريملينوس

### سلسلة بطولات اللباراترياثلون 2024
- 15 مارس: سلسلة #1 في  ديفونبورت
- 11 مايو: سلسلة #2 في  يوكوهاما
- 22 يونيو: سلسلة #3 في  سوانسي
- 29 يونيو: سلسلة #4 في  مونتريال

### كأس العالم للباراترياثلون 2024
- 8 مارس: كأس العالم في  أبوظبي[103]
  - الفعالية تم إلغاؤها
- 21 أبريل: كأس العالم #1 في  ينيشهير
- 18 مايو: كأس العالم #2 في  سمرقند
- 1 يونيو: كأس العالم #3 في  فيغو
- 8 يونيو: كأس العالم #4 في  تارانطو
- 15 يونيو: كأس العالم #5 في  باسانكون
- 13 يوليو: كأس العالم #6 في  تاتا
- 20-21 يوليو: كأس العالم في  لونغ بيتش
  - الفعالية تم إلغاؤها
- 12-13 أكتوبر: كأس العالم #7 في  ألاندرا

### بطولات قارية للباراترياثلون
- 4 فبراير: بطولة أوقيانوسيا للباراترياثلون في  ستوكبورت[104]
- 8 مارس: بطولة الأمريكيتين للباراترياثلون في  ميامي[105]
- 20 أبريل: بطولة أفريقيا للباراترياثلون في  الغردقة
- 5 مايو: بطولة أوروبا لترياثلون بوومان في  آلسدورف
- 2 يونيو: بطولة آسيا للباراترياثلون في  خليج سوبك
- 14-22 يونيو: بطولة أوروبا لترياثلون متعددة الرياضات في  كويمبرا
- 21-22 سبتمبر: بطولة أوروبا لترياثلون في  فيشي

### كؤوس الباراترياثلون القارية
- 24 فبراير: كأس أفريقيا للباراترياثلون في  شرم الشيخ[106]
- 3-4 مايو: كأس الأمريكيتين للباراترياثلون في  الحمامات
- 3 أغسطس: كأس الأمريكيتين للباراترياثلون في  ريواهاتشا
- 8 سبتمبر: كأس الأمريكيتين للباراترياثلون في  سانتا مارتا
- 22 سبتمبر: كأس آسيا للباراترياثلون في  طوكيو
- 13 أكتوبر: كأس أوروبا للباراترياثلون في  ألاندرا
- 19-20 أكتوبر: كأس آسيا للباراترياثلون في  تشيبا

## قوارب ذوي الإعاقة
- تقويم الاتحاد العالمي للتجديف هنا.

### الألعاب البارالمبية
- من 30 أغسطس إلى 1 سبتمبر: ألعاب باريس البارالمبية 2024 في  باريس

### تصفيات الألعاب البارالمبية
- من 14 إلى 17 مارس: تصفيات الأمريكتين القارية في  ريو دي جانيرو
- من 19 إلى 21 أبريل: تصفيات آسيا / أوقيانوسيا القارية في  تشونغجو
- من 25 إلى 28 أبريل: تصفيات أوروبا القارية في  سيغيد
- من 19 إلى 21 مايو: التصفيات البارالمبية النهائية في  لوسيرن

### تصفيات أخرى
- من 10 إلى 11 فبراير: تصفيات تورينو الدولية الشتوية في  تورينو[107]
  - النتائج: اليوم 1, اليوم 2
- من 18 إلى 20 مارس: بطولة أمريكا الجنوبية للتجديف 2024 في  ريو دي جانيرو
- 31 مارس: تصفيات التجديف الدولية بولونيه في  بولونيه
- من 13 إلى 14 أبريل: تصفيات التجديف الدولية في  غنت
- 11 مايو: ثمانيات فيينا 2024 في  فيينا
- من 1 إلى 2 يونيو: رويال - هولاند بيكر في  أمستردام
- من 28 إلى 30 يونيو: السباق الدولي للتجديف 62 2024 في  تراكا
- من 28 إلى 30 يونيو: سباق التجديف الدولي في فيينا ال120 2024 في  فيينا
- من 10 إلى 11 أغسطس: بطولة ليتوانيا المفتوحة تحت 17 وللكبار 2024 في  تراكا

## التزلج على الثلج لذوي الإعاقة
- تقويم FIS للتزلج على الثلج لذوي الإعاقة هنا

### 2023–24 كأس العالم للتزلج على الثلج لذوي الإعاقة FIS
- من 29 نوفمبر إلى 1 ديسمبر 2023: WC #1 في  لاندغراف[108]
  - سباق البنكي SB-UL للرجال:  آرون فهرني (1st) /  جاكوبو لوكيني (2nd)
  - سباق البنكي SB-LL1 للرجال:  نوح إليوت (مرتين)
  - سباق البنكي SB-LL2 للرجال:  إيمانويل بيراثونر (مرتين)
  - سباق البنكي SB-UL للسيدات:  مونيكا كوتزيان (مرتين)
  - سباق البنكي SB-LL1/SB-LL2 للسيدات:  ليزا بونسشوتن (مرتين)
- من 5 إلى 7 فبراير: WC #2 في  بيها[109]
  - سباق التزلج عبر الثلج SB-UL للرجال:  جاكوبو لوكيني (1st) /  آرون فهرني (2nd)
  - سباق التزلج عبر الثلج SB-LL1 للرجال:  تايلر تيرنر (مرتين)
  - سباق التزلج عبر الثلج SB-LL2 للرجال:  إيمانويل بيراثونر (مرتين)
  - سباق التزلج عبر الثلج SB-UL للسيدات:  مونيكا كوتزيان (مرتين)
  - سباق التزلج عبر الثلج SB-LL1/SB-LL2 للسيدات:  بريانا هوكابي (مرتين)
- من 21 إلى 23 فبراير: WC #3 في  غراسيهرن[110]
  - سباق التزلج عبر الثلج SB-UL للرجال:  جاكوبو لوكيني (1st) /  جي ليجييا (2nd)
  - سباق التزلج عبر الثلج SB-LL1 للرجال:  نوح إليوت (مرتين)
  - سباق التزلج عبر الثلج SB-LL2 للرجال:  تاكاهيتو إيتشيكاوا (1st) /  إيمانويل بيراثونر (2nd)
  - سباق التزلج عبر الثلج SB-UL للسيدات:  مونيكا كوتزيان (مرتين)
  - سباق التزلج عبر الثلج SB-LL1/SB-LL2 للسيدات:  بريانا هوكابي (مرتين)
- من 27 فبراير إلى 3 مارس: WC #4 في  كوليري[111]
  - تم إلغاء الحدث
- من 22 إلى 24 مارس: WC #5 في  بيغ وايت[112]
  - سباق التزلج عبر الثلج SB-UL للرجال:  ريكاردو كارداني (1st) /  جاكوبو لوكيني (2nd)
  - سباق التزلج عبر الثلج SB-LL1 للرجال:  تايلر تيرنر (مرتين)
  - سباق التزلج عبر الثلج SB-LL2 للرجال:  بن تودهوب (1st) /  إيمانويل بيراثونر (2nd)
  - سباق التزلج عبر الثلج SB-LL1/SB-LL2 للسيدات:  سيسيل هيرنانديز (1st) /  بريانا هوكابي (2nd)
- من 27 إلى 29 مارس: WC #6 في  جبل سيما[113]
  - سباق البنكي SB-UL للرجال:  مايك ماينور (1st) /  جاكوبو لوكيني (2nd)
  - سباق البنكي SB-LL1 للرجال:  نوح إليوت (مرتين)
  - سباق البنكي SB-LL2 للرجال:  إيمانويل بيراثونر (مرتين)
  - سباق البنكي SB-UL للسيدات:  بيجي مارتين (1st) /  دارين هاينز (2nd)
  - سباق البنكي SB-LL1/SB-LL2 للسيدات:  بريانا هوكابي (مرتين)

### 2023–24 كأس أوروبا FIS للتزلج على الثلج لذوي الإعاقة
- من 29 نوفمبر إلى 1 ديسمبر 2023: EC #1 في  لاندغراف[114]
  - سباق البنكي SB-UL للرجال:  كولبي فيلدز (مرتين)
  - سباق البنكي SB-LL1 للرجال:  أندريه باربييري (مرتين)
  - سباق البنكي SB-LL2 للرجال:  أليكس ماسّي (مرتين)
  - سباق البنكي SB-UL للسيدات:  فانيسا مولون (مرتين)
  - سباق البنكي SB-LL1 للسيدات:  ماريين بوسوت (مرتين)
  - سباق البنكي SB-LL2 للسيدات:  إيري ساكاشيتا (مرتين)
- من 5 إلى 7 فبراير: EC #2 في  بيها[115]
  - سباق التزلج عبر الثلج SB-UL للرجال:  كولبي فيلدز (مرتين)
  - سباق التزلج عبر الثلج SB-LL1 للرجال:  تشيس جاكوب نيكلي (مرتين)
  - سباق التزلج عبر الثلج SB-LL2 للرجال:  أليكس ماسّي (مرتين)
  - سباق التزلج عبر الثلج SB-UL للسيدات:  إيزابيلا هيكس (1st) / تم إلغاء السباق الثاني
  - سباق التزلج عبر الثلج SB-LL1 للسيدات:  راكيل مارتينيز مونييز (مرتين)
  - سباق التزلج عبر الثلج SB-LL2 للسيدات:  كيت ديلسون (مرتين)
- من 21 إلى 23 فبراير: EC #3 في  غراسيهرن[116]
  - سباق التزلج عبر الثلج SB-UL للرجال:  تشانغ ييكي (1st) /  وانغ بنغياو (2nd)
  - سباق التزلج عبر الثلج SB-LL1 للرجال:  وو تشونغوي (مرتين)
  - سباق التزلج عبر الثلج SB-LL2 للرجال:  سون تشي (مرتين)
  - سباق التزلج عبر الثلج SB-UL للسيدات:  إيزابيلا هيكس (1st) /  آنا دروبنا (2nd)
  - سباق التزلج عبر الثلج SB-LL1 للسيدات:  راكيل مارتينيز مونييز (مرتين)
  - سباق التزلج عبر الثلج SB-LL2 للسيدات:  وانغ شينيو (مرتين)
- من 27 فبراير إلى 3 مارس: EC #4 في  كوليري[117]
  - تم إلغاء الحدث

### 2023–24 كأس أمريكا الشمالية FIS للتزلج على الثلج لذوي الإعاقة
- من 22 إلى 24 مارس: NAC #1 في  بيغ وايت[118]
  - سباق التزلج عبر الثلج SB-UL للرجال:  مات هاميلتون (مرتين)
  - سباق التزلج عبر الثلج SB-LL1 للرجال:  تشيس جاكوب نيكلي (مرتين)
  - سباق التزلج عبر الثلج SB-LL2 للرجال:  فيليب نادريو (مرتين)
  - سباق التزلج عبر الثلج SB-UL للسيدات:  إيزابيلا هيكس (مرتين)
  - سباق التزلج عبر الثلج SB-LL2 للسيدات:  كيت ديلسون (1st) /  إيري ساكاشيتا (2nd)
- من 27 إلى 29 مارس: NAC #2 في  جبل سيما[119]
  - سباق البنكي SB-UL للرجال:  مات هاميلتون (مرتين)
  - سباق البنكي SB-LL1 للرجال:  كريستيان شميت (مرتين)
  - سباق البنكي SB-LL2 للرجال:  فيليب نادريو (مرتين)
  - سباق البنكي SB-UL للسيدات:  إيزابيلا هيكس (مرتين)
  - سباق البنكي SB-LL1/SB-LL2 للسيدات:  كيت ديلسون (مرتين)

### 2023–24 كأس آسيا FIS للتزلج على الثلج لذوي الإعاقة
- من 15 إلى 22 ديسمبر 2023: AC #1 في  منتجع غالاكسي للتزلج[120]
  - تم إلغاء الحدث

### المسابقات الدولية لـ FIS Para
- التقويم هنا

## الكرة الطائرة بوضعية الجلوس
- التقويم العالمي للكرة الطائرة بوضعية الجلوس هنا

### الألعاب البارالمبية
- 29 أغسطس – 7 سبتمبر: دورة الألعاب البارالمبية الصيفية 2024 في  باريس

### البطولات الدولية
- 29 يناير – 3 فبراير: بطولة إفريقيا للكرة الطائرة جلوس 2024 في  لاغوس
  - بطولة الرجال:   مصر؛   المغرب؛   رواندا
  - بطولة السيدات:   رواندا؛   كينيا؛   نيجيريا
- 3–10 أبريل: تصفيات الألعاب البارالمبية 2024 في  دالي
- 11–16 يونيو: بطولة WPV للسيدات سوبر 6 2024 في  فاندوفري-ليه-نانسي
- TBD: بطولة WPV للرجال سوبر 6 2024 في TBD

### الكرة الطائرة الشاطئية جلوس

#### البطولات الدولية
- 30 مايو – 2 يونيو: بطولة العالم للكرة الطائرة الشاطئية البارافولي 2024 في  تشنغدو

## كرة السلة على الكراسي المتحركة
- تقويم الاتحاد الدولي لكرة السلة على الكراسي المتحركة هنا

### الألعاب البارالمبية
- 29 أغسطس – 8 سبتمبر: دورة الألعاب البارالمبية الصيفية 2024 في  باريس

### بطولات الاتحاد الدولي لكرة السلة على الكراسي المتحركة
- 12–20 يناير: بطولة آسيا والمحيط الهادئ لكرة السلة على الكراسي المتحركة 2024 في  بانكوك
  - بطولة الرجال:   أستراليا؛   إيران؛   كوريا الجنوبية
  - بطولة السيدات:   الصين؛   اليابان؛   تايلاند
- 27 يناير – 3 فبراير: ألعاب غرب آسيا البارالمبية 2024 في  الشارقة[121]
  - بطولة الرجال:   الإمارات العربية المتحدة؛   العراق؛   السعودية
- 29–31 مارس: بطولة عيد الفصح الدولية 2024 في  بلانكنبرج[122]
- 12–15 أبريل: التصفيات البارالمبية للرجال IWBF 2024 في  أنتيب
- 17–20 أبريل: التصفيات البارالمبية للسيدات IWBF 2024 في  أوساكا
- 22–30 يونيو: بطولة الاتحاد الدولي لكرة السلة على الكراسي المتحركة للسيدات تحت 25 عامًا 2024 في  فيلايا فيثيوسا دي أودون
- 22–30 يونيو: بطولة الاتحاد الدولي لكرة السلة على الكراسي المتحركة للرجال تحت 23 عامًا 2024 في  فيلايا فيثيوسا دي أودون
- 22–25 أغسطس: بطولة الاتحاد الدولي لكرة السلة على الكراسي المتحركة 3X3 كأس أوروبا 2024 في  فيينا

## الكيرلنغ على الكراسي المتحركة
- موقع الاتحاد الدولي للكيرلنغ هنا

### بطولات العالم
- 5–10 نوفمبر: بطولة العالم-ب للكيرلنغ على الكراسي المتحركة 2023 في  لوهيا
  - قالب:ذهبية1  سلوفاكيا؛ قالب:فضية2  إستونيا؛ قالب:برونزية3  إيطاليا
- 2–9 مارس: بطولة العالم للكيرلنغ على الكراسي المتحركة 2024 في  غانغنونغ
  - قالب:ذهبية1  النرويج؛ قالب:فضية2  كندا؛ قالب:برونزية3  الصين
- 11–16 مارس: بطولة العالم للكيرلنغ المختلط على الكراسي المتحركة 2024 في  غانغنونغ
  - قالب:ذهبية1  كوريا الجنوبية؛ قالب:فضية2  الصين؛ قالب:برونزية3  إيطاليا

## المبارزة على الكراسي المتحركة
- جداول بطولات المبارزة على الكراسي المتحركة هنا

### دورة الألعاب البارالمبية
- 3–7 سبتمبر: المبارزة على الكراسي المتحركة في الألعاب البارالمبية الصيفية 2024 في  باريس

### بطولات العالم والقارات
- 5–10 مارس: بطولة أوروبا للمبارزة على الكراسي المتحركة 2024 في  باريس[123]

| - - سيف المبارزة – رجال – الفئة أ: بيرس جيليفر - سيف المبارزة – رجال – الفئة ب: ديميتري كوتيا - سيف المبارزة – رجال – الفئة ج: سيرهي شافكون - الشيش – رجال – الفئة أ: ريتشارد أوسفات - الشيش – رجال – الفئة ب: ديميتري كوتيا - الشيش – رجال – الفئة ج: سيرهي شافكون - السيف – رجال – الفئة أ: بيرس جيليفر - السيف – رجال – الفئة ب: أدريان كاسترو - سيف المبارزة – فرق الرجال: أوكرانيا - الشيش – فرق الرجال: بريطانيا العظمى - السيف – فرق الرجال: أوكرانيا | - - سيف المبارزة – سيدات – الفئة أ: يفغينيا بريوس - سيف المبارزة – سيدات – الفئة ب: روسّانا باسكوينو - الشيش – سيدات – الفئة أ: إيفا هايماتشي - الشيش – سيدات – الفئة ب: ناديا دولوخ - السيف – سيدات – الفئة أ: كينغا دروزدج - السيف – سيدات – الفئة ب: روسّانا باسكوينو - سيف المبارزة – فرق السيدات: بولندا - الشيش – فرق السيدات: المجر - السيف – فرق السيدات: أوكرانيا |

- 21–23 أبريل: بطولة العالم تحت 17 وتحت 23 سنة للمبارزة على الكراسي المتحركة 2024 في  ناخون راتشاسيما[124]
- 24–28 أبريل: بطولة آسيا للمبارزة على الكراسي المتحركة 2024 في  ناخون راتشاسيما[125]

| - - سيف المبارزة – رجال – الفئة أ: زين العابدين المدخوري - سيف المبارزة – رجال – الفئة ب: عمار علي - الشيش – رجال – الفئة أ: زين العابدين المدخوري - الشيش – رجال – الفئة ب: فيزيت كينغماناو - السيف – رجال – الفئة أ: شينتارو كانو - السيف – رجال – الفئة ب: تشيتيفات شارونتا - سيف المبارزة – فرق الرجال: العراق - الشيش – فرق الرجال: تايلاند - السيف – فرق الرجال: تايلاند | - - سيف المبارزة – سيدات – الفئة أ: كوون هيو-كيونغ - سيف المبارزة – سيدات – الفئة ب: سايسوني جانا - الشيش – سيدات – الفئة أ: كيم سون-مي - الشيش – سيدات – الفئة ب: سايسوني جانا - السيف – سيدات – الفئة أ: دوان ناكبراسيت - السيف – سيدات – الفئة ب: سايسوني جانا - سيف المبارزة – فرق السيدات: كوريا الجنوبية - الشيش – فرق السيدات: هونغ كونغ - السيف – فرق السيدات: تايلاند |

- 16–20 مايو: بطولة الأمريكيتين للمبارزة على الكراسي المتحركة 2024 في  ساو باولو[126]

### كأس العالم للمبارزة على الكراسي المتحركة 2024
- 11–14 يناير: كأس العالم – ويلز، بريطانيا في  كارديف[127]

| - - سيف المبارزة – رجال – الفئة أ: بيرس جيليفر - سيف المبارزة – رجال – الفئة ب: ديميتري كوتيا - الشيش – رجال – الفئة أ: سون غانغ - الشيش – رجال – الفئة ب: ديميتري كوتيا - السيف – رجال – الفئة أ: أندريه ديمتشوك - السيف – رجال – الفئة ب: تشانغ جيه - الشيش – فرق الرجال: الصين - السيف – فرق مفتوحة: الصين | - - سيف المبارزة – سيدات – الفئة أ: تشن يواندونغ - سيف المبارزة – سيدات – الفئة ب: سايسوني جانا - الشيش – سيدات – الفئة أ: غو هاييان - الشيش – سيدات – الفئة ب: سايسوني جانا - السيف – سيدات – الفئة أ: غو هاييان - السيف – سيدات – الفئة ب: شياو رونغ - سيف المبارزة – فرق السيدات: الصين |

- 23–26 مايو: كأس العالم – البرازيل في  ساو باولو[128]
- 4–7 يوليو: كأس العالم "سيف كيليِنسكي" في  وارسو[129]
- 7–10 نوفمبر: كأس العالم "برج بيزا المائل" في  بيزا[130]

### بطولة الأقمار الصناعية للمبارزة على الكراسي المتحركة 2024
- 22–24 يونيو: بطولة "ويليام أوف أورانج" في  أورانج[131]

## الرجبي على الكراسي المتحركة
- تقويم الاتحاد العالمي للركبي على الكراسي المتحركة هنا

### دورة الألعاب البارالمبية
- 29 أغسطس – 2 سبتمبر: الرجبي على الكراسي المتحركة في الألعاب البارالمبية الصيفية 2024 في  باريس

### البطولات الدولية
- 17–25 مارس: تصفيات الألعاب البارالمبية 2024 في  ويلينغتون
  - الفرق المتأهلة:  أستراليا،  كندا،  ألمانيا
- 16–18 أبريل: بطولة الأمم الأربع 2024 في  كارديف[132]
- 3–10 يونيو: كأس كندا الدولية للرجبي على الكراسي المتحركة 2024 في
- 18–20 نوفمبر: كأس شيبويا للرجبي على الكراسي المتحركة 2024 في  طوكيو

## التنس على الكراسي المتحركة
- التقويم الكامل لجولة التنس على الكراسي المتحركة UNIQLO لعام 2024 هنا.

### دورة الألعاب البارالمبية
- 30 أغسطس – 7 سبتمبر: التنس على الكراسي المتحركة في الألعاب البارالمبية الصيفية 2024 في  باريس

### الغراند سلام
- 15–28 يناير: بطولة أستراليا المفتوحة 2024
  - الفائزون في الفردي على الكراسي المتحركة:  توكيتو أودا (رجال) /  ديدي دي غروت (سيدات)
  - الفائز في فردي الكواد:  سام شرودر
  - الفائزون في الزوجي على الكراسي المتحركة:  ألفي هيويت وغوردون ريد (رجال) /  ديدي دي غروت ويسكه خريفيون (سيدات)
  - الفائزان في زوجي الكواد:  آندي لابثورن و ديفيد واغنر

- 26 مايو – 8 يونيو: بطولة فرنسا المفتوحة 2024
- 1–14 يوليو: بطولة ويمبلدون 2024
- 26 أغسطس – 8 سبتمبر: بطولة الولايات المتحدة المفتوحة 2024

### سلسلة السوبر ITF
- 14–19 يناير: بطولة ملبورن المفتوحة للتنس على الكراسي المتحركة في  ملبورن
  - الفائزون في الفردي:  توكيتو أودا (رجال) /  ديدي دي غروت (سيدات)
  - الفائز في فردي الكواد:  سام شرودر
  - الفائزون في الزوجي:  ألفي هيويت وغوردون ريد (رجال) /  ديدي دي غروت وأنيك فان كوت (سيدات)
  - الفائزان في زوجي الكواد:  دونالد رامفادي و غاي ساسون

- 5–10 مارس: بطولة كاجون كلاسيك في  باتون روج، لويزيانا
  - الفائزون في الفردي:  ألفي هيويت (رجال) /  ديدي دي غروت (سيدات)
  - الفائز في فردي الكواد:  سام شرودر
  - الفائزون في الزوجي:  ألفي هيويت وغوردون ريد (رجال) /  يُوي كامِجي و كغوثاتسو مونتجاني (سيدات)
  - الفائزان في زوجي الكواد:  آندي لابثورن و ديفيد واغنر

- 9–14 أبريل: بطولة اليابان المفتوحة في  إيزوكا، فوكوؤكا
- 11–16 يونيو: بطولة الريفييرا الفرنسية المفتوحة في  بيو، الألب البحرية

## وصلات خارجية
- اللجنة البارالمبية الدولية